# Rudolph Schneider

Rudolph Schneider

Rudolph Schneider, auch Rudolf Schneider  (* 1. Januar 1876 in Glauchau; † 14. Januar 1933 in Dresden) war ein deutscher Volkswirt, Manager und Politiker (DVP).

## Leben und Beruf
Nach dem Besuch der Volksschule und dem Abitur am Gymnasium in Dresden studierte Schneider von 1897 bis 1901 Volkswirtschaft an der Universität Leipzig. Er war von 1902 bis 1906 als wissenschaftlicher Mitarbeiter an der Handelskammer Dresden und von 1906 bis 1908 als Assessor beim Sächsischen Statistischen Landesamt tätig. Nach seiner Promotion zum Dr. phil. arbeitete er bis 1919 als Syndikus für den Bund der Industriellen (BdI). Von 1914 bis 1918 nahm er als Soldat am Ersten Weltkrieg teil. Während des Krieges wurde er bis 1917 an der Westfront (Vogesen, Champagne, Flandern) eingesetzt, 1916 zum Hauptmann ernannt und mit mehreren militärischen Orden dekoriert, unter anderem den Eisernen Kreuzen beider Klassen.
Schneider fungierte von 1919 bis 1922 als Geschäftsführer des Reichsverbandes der Deutschen Industrie (RdI). In den folgenden Jahren war er Vorstandsmitglied des Verbandes Sächsischer Industrieller, Syndikus des Bankhauses Bondi & Maron in Dresden-Hosterwitz, kaufmännischer Direktor der Aktiengesellschaft für Industriekredite in Dresden-Wachwitz sowie Geschäftsführer wirtschaftlicher Verbände.

## Politik
Schneider war von 1907 bis 1909 Stadtverordneter in Dresden. Er trat nach 1918 in die DVP ein und war von 1922 bis 1925 Mitglied des Sächsischen Landtages. Bei der Reichstagswahl im Mai 1924 wurde er in den Deutschen Reichstag gewählt, dem er bis zu seinem Tode angehörte, zuletzt als Mitglied der Technischen Arbeitsgemeinschaft (TA). Im Parlament vertrat er den Wahlkreis Dresden-Bautzen.